# Tooele
Tooele – miasto w Stanach Zjednoczonych, stolica hrabstwa Tooele (ang. Tooele county), w stanie Utah. Miasto według danych z 2004 roku zamieszkiwało 27 903 mieszkańców. 
W serialu telewizyjnym Skazany na śmierć (org. Prison Break) miasto jest miejscem ukrycia 5 milionów dolarów skradzionych przez Charlesa Westmorelanda.

## Miasta partnerskie
- La Bañeza
- Kambarka